# Pansarbil m/31
Pansarbil m/31, kort pbil m/31, var en svensk pansarbil för spaningsförband som var i bruk inom svenska armén 1931-1958. Fordonen var ursprungligen del av kavalleribrigaderna, men kom i och med andra världskrigets doktrinella reformer att bli del av de första motorbrigaderna 1941 och snart därpå del av de svenska pansarbrigaderna 1943.

## Framtagning
Under 1920-talet höll den svenska armén fortfarande på att utprova de många lärdomar som dragits från första världskriget. Bland dessa fanns ett stort intresse att motorisera kavalleriet och förse de med moderna pansarbilar. Till en början utprovades olika utländska pansarbilar, men intresset för inhemska fordon tillät Tidaholms bruk att producera tre stycken försöksfordon från 1925, betecknade pansarbil fm/25 för de två första och fm/26 för den sista. Dessa var lastbilar från Tidaholm som försetts med ovanpålagrad pansarkaross och roterande pjästorn. Försöken med fordonen gav bra erfarenhet men var enbart provisoriska lösningar.
Erfarenheterna från fm/25 och fm/26 ledde till framtagningen av en mycket avancerad pansarbilkonstruktion av Landsverk, betecknad pansarbil fm/29 (inhemsk beteckning L-170), vilken redan på konstruktionsstadiet visade sig skulle bli för dyr för serieproduktion. Av detta började man titta efter en möjlighet att ta fram ett relativt billigt övningsfordon för kavalleriets behov. Arbetet med att få fram en sådan inleddes 1929 och redan sommaren 1930 fanns en prototyp framtagen vid Stockholms Tygstation (ST). Denna fick beteckningen pansarbil fm/30 och kom att användas vid försök vid Livregementets husarer i Skövde. Man hade vissa anmärkningar på försöksbilen och en ny prototyp beställdes från Bofors i juni 1931, vilken kunde levereras redan i augusti samma år och blev det första exemplaret av pbil m/31.

## Konstruktion
Pansarbil m/31:s konstruktion bestod av ett vanligt lastbilschassi, på vilket monterats en pansarbilsöverbyggnad. Lastbilschassit till de första m/31-pansarbilarna kom från Chevrolet, men senare kom även chassier från Volvo-lastbilar att användas. Eftersom de var av olika årsmodell kom ingen av de olika pansarbilarna att bli helt lika varandra.

### Beväpning
Beväpningen utgjordes ursprungligen av med en 6,5 mm kulspruta m/14-29 på passagerarplatsen i hytten (senare ersatt av en 8 mm kulspruta m/36) och en öppen roterbar pjäs med pansarsköld på flaket. Flakpjäsen kunde antingen vara en ytterligare kulspruta av typen m/14-29 (senare m/36), då i luftvärnsstativ, eller en 37 mm marinkanon m/98B i fast konlavett. Bilarna var organiserad i plutoner om tre, där en av bilarna var "kanonbil" och de två andra "kulsprutebil", men under början av 1942 ombeväpnades fordonen med ny universell beväpning i form av en ändamålsbyggd pansarbilslavett (pblav) på flaket, bestyckad med en Bofors 20 mm automatkanon m/40B och en 8 mm kulspruta m/36. Detta gav fordonen modern förmåga att bekämpa lågflygande flygplan och lättpansrade fordon.

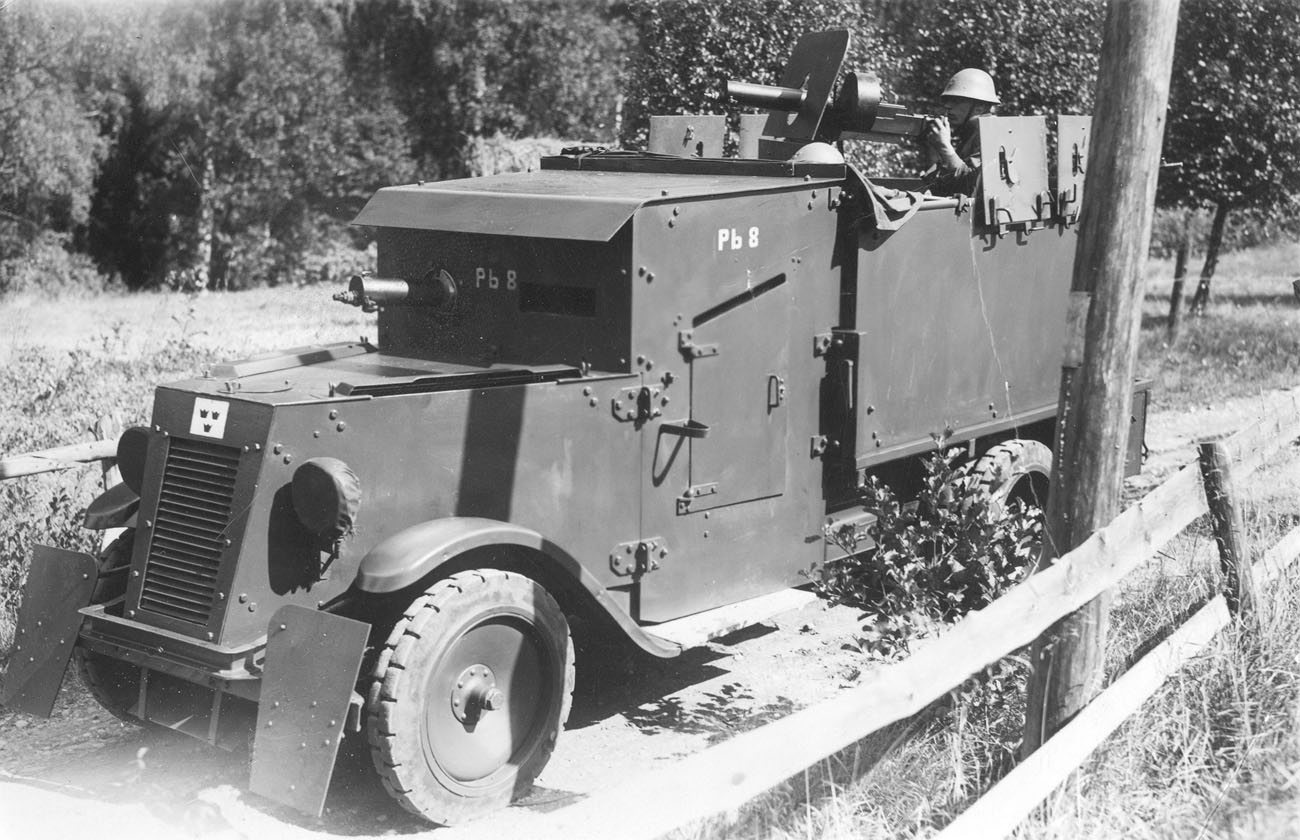
Pbil m/31 "kulsprutebil"
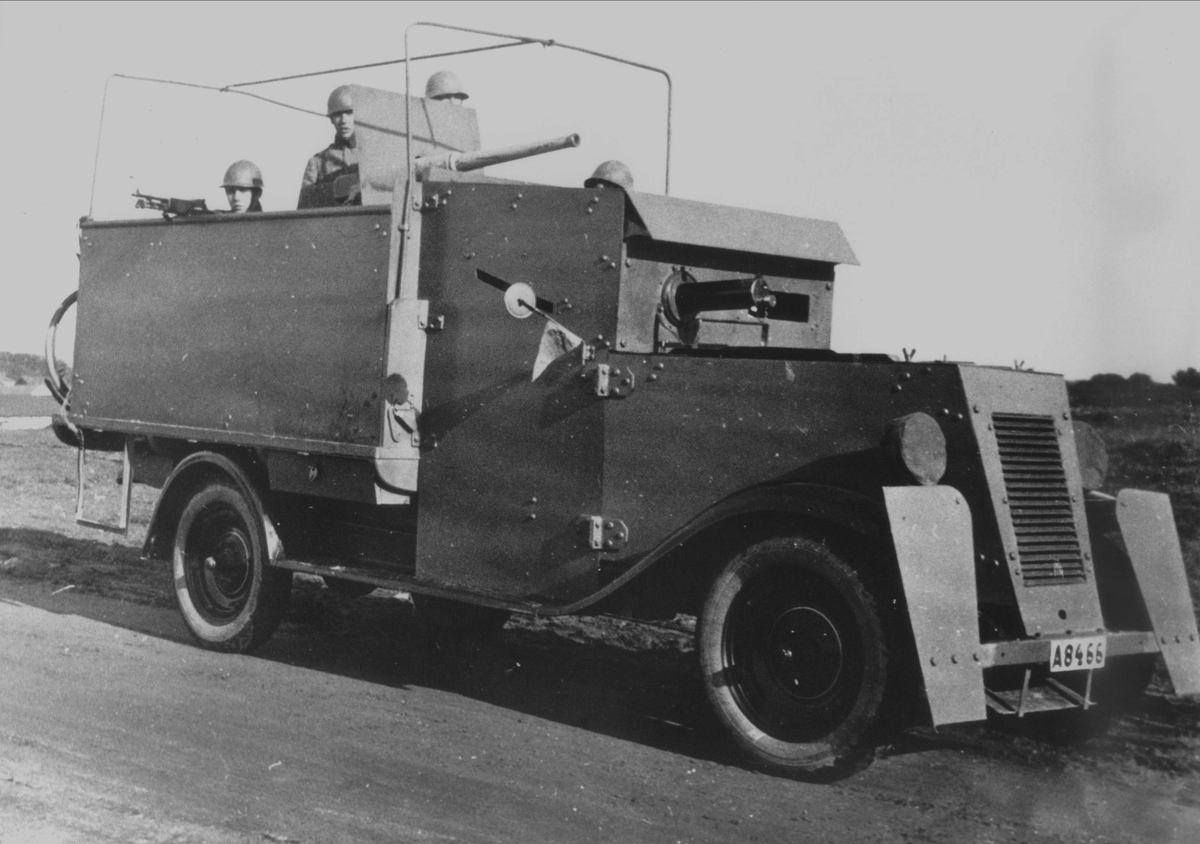
Pbil m/31 "kanonbil"
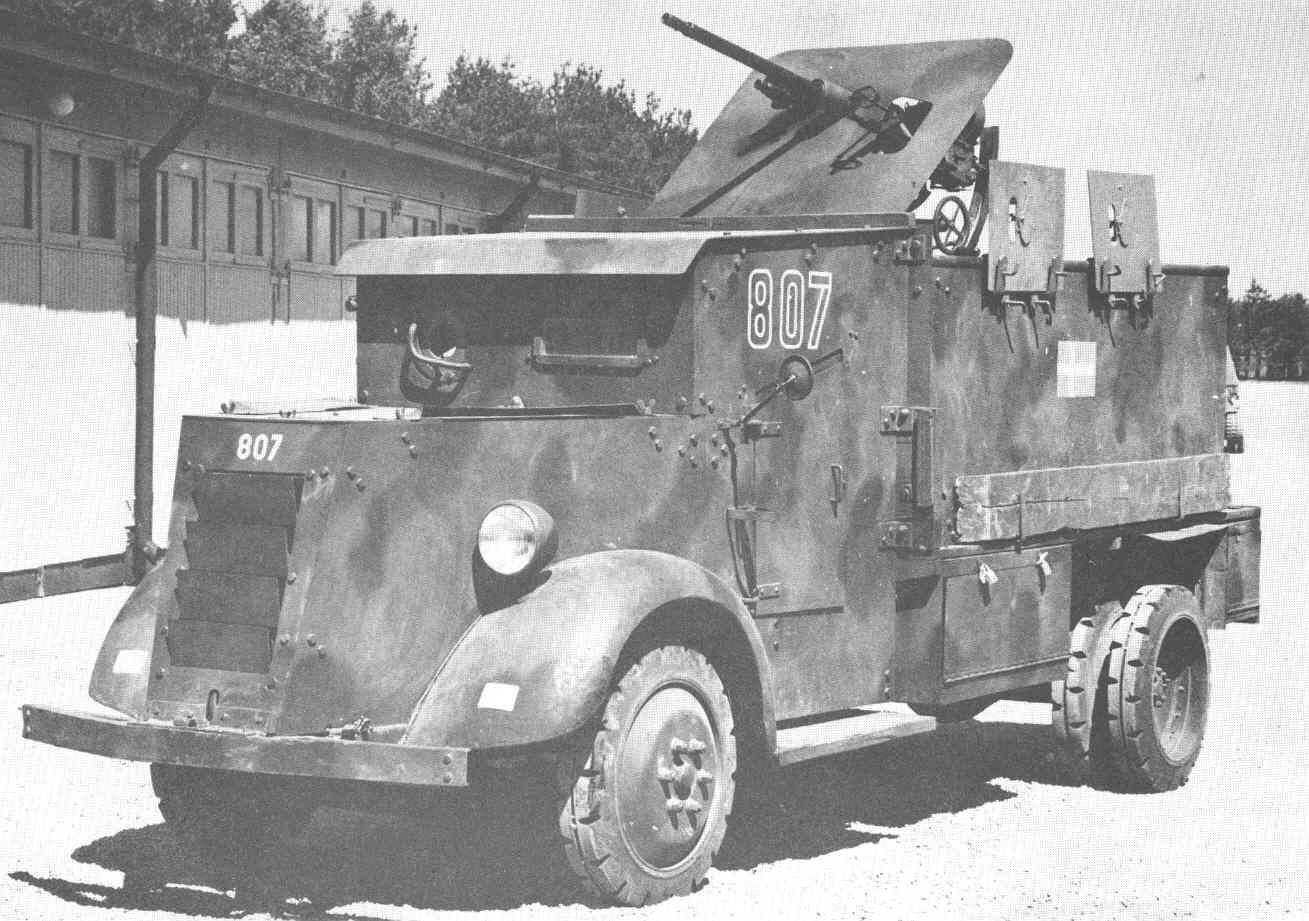
Pbil m/31 "utförande 1942"

### Besättning

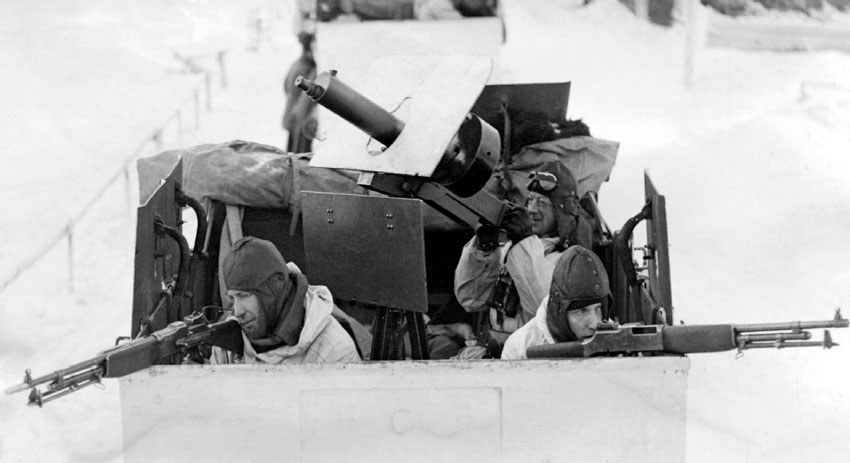
Flaket på en pbil m/31 "kulsprutebil". I lv-stativet sitter en 8 mm kulspruta m/36. Skyttarna bär 6,5 mm kulsprutegevär m/21.

Besättningen på pansarbil m/31 utgjordes av fem till sex man: en förare och kulspruteskytt i kabinen, ett fordonsbefäl och två till tre skyttar på flaket. Pjässkytte kunde utföras av antingen befäl eller av skyttarna. Resterande skytte utfördes med kulsprutegevär eller dylikt. Då flaket var öppet fanns tilläggsskydd i form av en uppsättning monterbara pansarsköldar (vanligen 4 stycken) med skottglugg som kunde fästas i valfri höjd och position på flakräcket. Dessa var före detta infanterisköldar, halvmeterbreda pansarsköldar i 6,5 mm pansarstål, som hade producerats för första världskrigets skyttegravskrig och numera var föråldrade.

## I organisationen
Totalt 32 stycken pansarbil m/31 kom att levereras till försvarsmakten fram till 1940 och var ursprungligen placerade vid kavalleriet (från 1941 motorbrigaderna), men mot slutet av 1943 hade alla överförts till de då nybildade pansartrupperna. De kom då främst att användas för utbildning men kvarstod inom försvarsmakten fram till 1958.

## Varianter
- Pansarbil m/31 (kanonbil) – 1931 variant beväpnad med en 37 mm marinkanon m/98B i konlavett på flaket.
- Pansarbil m/31 (kulsprutebil) – 1931 variant beväpnad med en 6,5 mm kulspruta m/14-29 (8 mm kulspruta m/36 från 1936) i luftvärnsstativ på flaket.
- Pansarbil m/31 (1942 års utförande) – 1942 variant beväpnad med en 20 mm automatkanon m/40B och 8 mm kulspruta m/36 i luftvärnslavett på flaket.

### Webbkällor
- Rickard O. Lindström. ”Pansarbil fm/25 & fm/26”. ointres.se. http://www.ointres.se/pansarbil_m_25.htm. Läst 11 mars 2023.
- Rickard O. Lindström. ”Pansarbil fm/29”. ointres.se. http://www.ointres.se/pansarbil_fm_29.htm. Läst 11 mars 2023.
- Rickard O. Lindström. ”Pansarbil m/31”. ointres.se. http://www.ointres.se/pansarbil_m_31.htm. Läst 11 mars 2023.

### Tryckta verk
- Rickard O. Lindström; Carl-Gustaf Svantesson (2009). Svenskt pansar - 90 år av stridsfordonsutveckling. Hallstavik: Svenskt Militärhistoriskt Bibliotek. sid. 32–33. ISBN 978-91-85789-37-5
- ”Kapitel – V: 3 Akan” (Militär lärobok). Vapenregister för armén, 1951 års upplaga (1951). Stockholm: Kungliga arméförvaltningens tygavdelning & Esselte Aktiebolag. 1-905581. Läst 11 mars 2023